# Jackie Benítez
Jacqueline Mary Hope Benítez, detta Jackie (Tobyhanna, 6 giugno 1997), è una cestista portoricana.

## Carriera
Con Porto Rico ha disputato i Giochi olimpici di Tokyo 2020.